# MPT-76

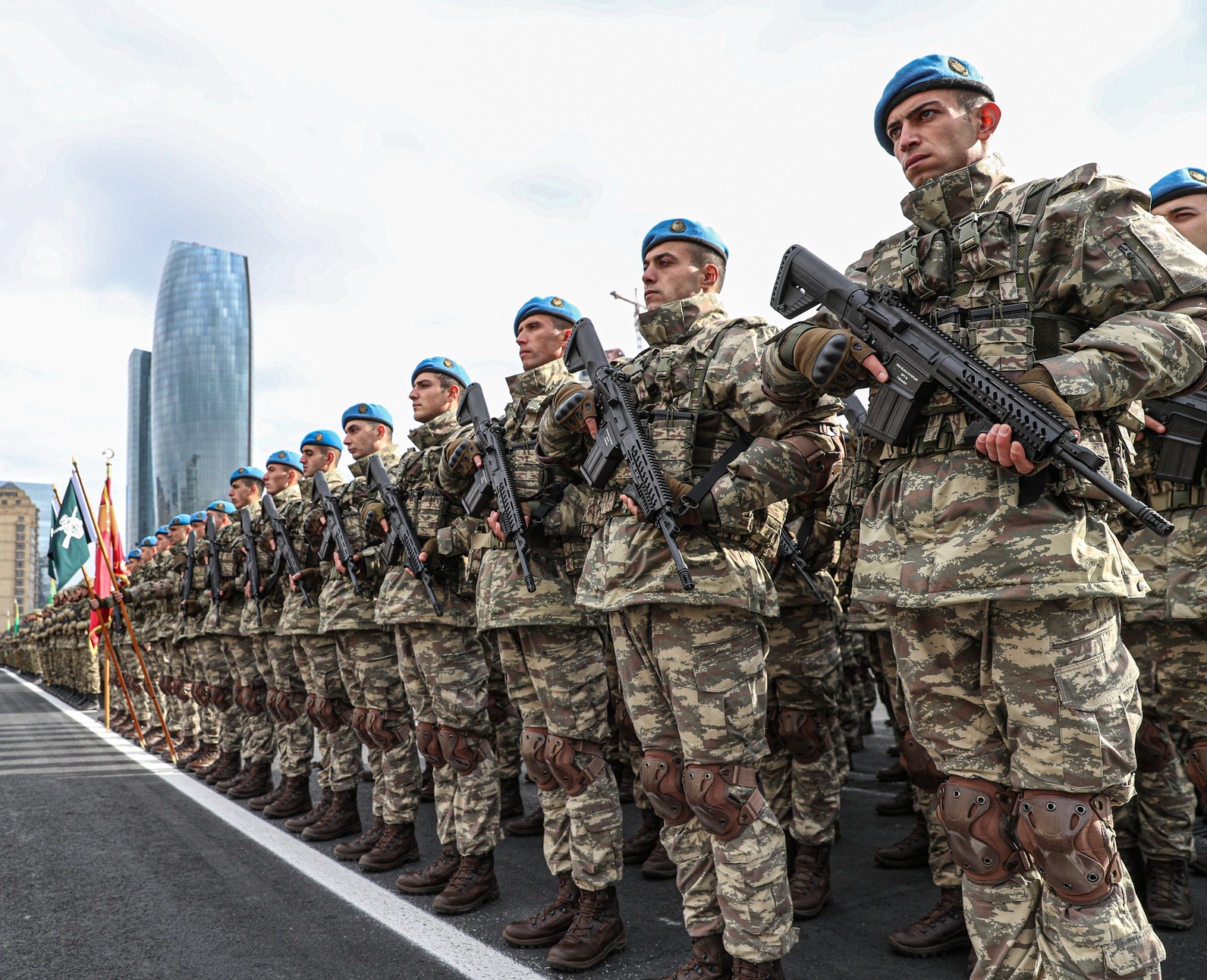
Soldaten der 2. Komando Tugayı mit MPT-76

Das MPT-76-Gewehr (türkisch Millî Piyade Tüfeği ‚Nationales Infanteriegewehr‘) ist ein türkisches Schnellfeuergewehr entwickelt durch die Verteidigungsindustrie der Türkei, welches auf dem System des amerikanischen AR-15-Gewehrs basiert, erweitert um Bestandteile des HK417. Das MPT-76 wurde ab 2017 an Einheiten des türkischen Militärs ausgegeben und soll das Standardgewehr HK G3 ersetzen.

## Geschichte
Das MPT-76 wurde für das türkische Militär unter dem Motto Effektiv wie das G3, zuverlässig wie die AK-47, praktisch wie die M-16 entwickelt, zunächst nur für das Kaliber 5,56 × 45 mm NATO. Das Kaliber wurde jedoch auf Wunsch des Militärs wieder auf die schwerere 7,62×51-mm-NATO-Patrone geändert.
2014 wurden die ersten 200 Exemplare ausgeliefert. Die reguläre Ausrüstung der türkischen Armee mit dem MPT-76 begann 2017.
Aufgrund technischer Verbesserungen konnte das Gewicht des ursprünglich ungeladen 4180 g schweren MPT-76 um etwa 500 g auf rund 3750 g reduziert werden.

## Nutzerstaaten
- Aserbaidschan: Eine unbekannte Anzahl wurde bestellt.[7][8]
- Somalia: Es wurden 450 Stück an Somalia geliefert.[9]
- Türkei: Es wurden 5.000 Stück an das türkische Militär geliefert. Die Armee möchte mindestens 500.000 MPT-76 ins Inventar aufnehmen.[4]
- Türkische Republik Nordzypern: Es wurden über 2.500 MPT-76 an Nordzypern geliefert.[10]

## Interessenten
- Chile[11]
- Pakistan[12]